# Coventry Mascot
Coventry Mascot is een Brits historisch merk van motorfietsen.
De bedrijfsnaam was: The Coventry Mascot Cycle Co., Stoke, Coventry
Toen de Mascot Cycle Co. in mei 1922 begon met de productie van motorfietsen, koos men voor twee niet voor de hand liggende inbouwmotoren: de experimentele schuivenmotor van Barr & Stroud en de oliegekoelde motor van Bradshaw. Die laatste bleek niet erg betrouwbaar te zijn, maar klanten konden ook kiezen voor een meer conventionele Blackburne-zijklepmotor. Al deze motoren waar eencilinder viertakten van ca. 350 cc. Om ruimte te maken voor het centrale uitlaatspruitstuk van de Barr & Stroud-motor moest de voorste framebuis gespleten worden. De machines hadden vanaf het begin een geveerde Maplestone-voorvork met Webb-trommelremmen in beide wielen, een Burman-tweeversnellingsbak en chain-cum-belt drive.
In 1923 konden klanten ook voor een drieversnellingsbak kiezen, evenals voor een geveerd achterframe van Bentley & Draper, dat al frictiedempers had. De Bradshaw-motor kon met volledige kettingaandrijving geleverd worden.
Door dit alles was Coventry Mascot een vooruitstrevend merk, dat voor die tijd moderne oplossingen leverde. Misschien was dat voor de klanten wel té modern, want de productie werd in 1924 beëindigd.